# HBO 맥스
HBO 맥스(HBO Max)는 워너미디어 엔터테인먼트에서 운영하는 구독 주문형 비디오(SVOD) 스트리밍 서비스이다. 2023년 5월 맥스(Max)로 리브랜딩 되었으나, 2년 후인 2025년 7월 9일 현재의 이름으로 재변경되었다.

## 콘텐츠 제공자
맥스의 퍼스트, 서드파티 콘텐츠 제공자 목록이다. 별표(*)는 서드파티를 의미한다.
- 20세기 스튜디오 (2022년까지)*
- 6th & Idaho*
- 어덜트 스윔[2]
- 어 베리 굿 프로덕션*
- 배드 로봇 프로덕션스*[3]
- 영국방송공사*[4]
- Berlanti Productions*
- Boomerang
- 카툰 네트워크[2]
- 캐슬 록 엔터테인먼트
- Channel 4*
- CNN[2]
- 코미디 센트럴*
- 크라이테리언 컬렉션*
- 크런치롤[2]
- CuriosityStream*
- The CW[2]
- DC Entertainment[2]
- 디멘션 필름스*
- DreamWorks*
- Fleischer Studios
- Famous Studios (Paramount Cartoon Studios)
- 포커스 피처스 (2022년까지)*
- GKIDS*[2][5]
- 해나 바베라
- HBO[2]
- 헬로 선샤인*
- 할리우드 픽처스*
- ITV*
- 레전더리 엔터테인먼트*
- 라이언스게이트*
- Litton Entertainment*
- 매그놀리아 픽처스*
- 메트로 골드윈 메이어*
- 미라맥스*
- 뉴 라인 시네마[2]
- 오리온 픽처스*
- 파라마운트 픽쳐스*
- 피너츠*
- 픽처하우스*
- 렐러티비티 미디어*
- RKO 픽처스*
- 로드사이드 어트랙션스*
- 루스터 티스[2]
- 서치라이트 픽처스 (2022년까지)*
- 시새미 워크숍*
- 스카이*[6]
- 소니 픽처스 엔터테인먼트*
- 스튜디오 지브리*
- 서밋 엔터테인먼트*
- TBS[2]
- TNT[2]
- 터치스톤 픽처스*
- TruTV[2]
- 터너 클래식 무비[2]
- 터너 엔터테인먼트[2]
- 유나이티드 아티스츠*
- 유니버설 스튜디오 (2022년까지)*
- 월트 디즈니 픽처스*
- 워너 브라더스[2]